# Stig Sjövall
Stig Hjalmar Sjövall, född 13 februari 1912 i Malmö, död 12 augusti 1984 i Falkenberg, var en svensk jurist.
Sjövall, som var son till grosshandlare Ivar Sjövall och Thyra Jönsson, avlade studentexamen i Malmö 1930 och blev juris kandidat vid Lunds universitet 1936. Efter tingstjänstgöring i Hallands norra domsaga 1937–1940 var han extra notarie vid Göteborgs stads drätselkammare 1940–1941, verksam som advokat 1941–1942, tillförordnad kommunalborgmästare i Falkenbergs stad 1942–1944, andre sekreterare i Svenska stadsförbundet 1945–1951 och kommunalborgmästare i Falkenbergs stad från 1951. Han var ordförande i byggnadsnämnden och brandstyrelsen 1951–1962, i hyresnämnden och valnämnden från 1951.